# Kodiak-Archipel
Der Kodiak-Archipel ist eine kleine Inselgruppe südlich des Festlandes von Alaska, USA.
Der Archipel liegt ca. 405 km südlich von Anchorage im Golf von Alaska, durch die Schelichow-Straße von der Alaska-Halbinsel getrennt. Er ist 285 km lang und 108 km breit. Hauptinsel des Archipels ist Kodiak Island. Als zweitgrößte Insel folgt Afognak, ca. 5 km nördlich von Kodiak Island gelegen. Noch etwas nördlicher liegt die Insel Shuyak. Sie hat viele tiefe Buchten und steht unter Naturschutz. Südlich von Kodiak liegen die Inseln Tugidak und Sitkinak. Weitere Inseln des Archipels sind die Barren Islands im Norden, die Tschirikow-Insel und die Gruppe der Semidi Islands im Süden und viele weitere kleine Inseln in Sichtweite rund um die Hauptinsel Kodiak Island.
Insgesamt hat der Archipel 13.890 km² Landfläche, 40 kleinere Gletscher, zahllose Flüsse und hunderte von Land- und Wassertierarten.
Der Kodiak Island Borough umfasst den ganzen Kodiak-Archipel und einen schmalen Streifen auf dem Festland. Große Teile des Archipels gehören zum Kodiak National Wildlife Refuge.